# إشتفان ناغي
إشتفان ناغي (بالمجرية: Nagy István)‏ (16 مايو 1986 في المجر - ) هو لاعب كرة قدم مجري في مركز الهجوم. لعب مع دوناوجفاروس وSzolnoki MÁV FC ‏ ونادي سيوفوك ‏ ونادي باكسي.

## وصلات خارجية
- إشتفان ناغي على موقع قاعدة بيانات كرة القدم.إي يو (الإنجليزية)